# Abraham Turfreijer
Abraham Turfreijer (Amsterdam, 20 juni 1911 - Sobibór, 11 juni 1943) was een joodse chemicus en Engelandvaarder. Hij werd Bram genoemd.
Bram Turfreijer groeide op in Amsterdam, waar zijn ouders in de  Korte Meerhuizenstraat woonden. Hij was de oudste zoon van Mozes Turfreijer (1887-1943) en zijn echtgenote Rachel Parijs (1887-1943). Bram en zijn ouders werden in 1943 in Sobibór vergast. Samuel, Brams jongere broer, kwam al in 1941 in Mauthausen om het leven.
Bram Turfreijer heeft twee keer geprobeerd over zee naar Engeland te gaan. De eerste keer werden ze net voor vertrek ontdekt. Ze sprongen gauw de zee in en ontsnapten. De tweede keer was op 23 juli 1941 vanaf de Hondsbossche Zeewering. Het groepje bestond uit Jelke Bosch, Hendrikus Johannes Bouvy, Harry van den Brink, Willem Gerbrandy, Arnold Koldewijn, Wijnand Langelaar, J.C. van der Plas en Huib van der Stadt. De groep werd bij vertrek gearresteerd. Na diverse kampen kwam hij in Sobibór, waar zijn ouders op 16 april 1943 werden vergast. Hij onderging op 11 juni hetzelfde lot.